# Arbalète à tour
Les arbalètes à tour appelées à tort balistes dans les textes médiévaux, apparaissent à partir du XIe siècle et sont inspirées des arbalètes à moufle portatives. Elles sont surtout utilisées lors des sièges pour détruire armes et engins de siège et sectionner les cordages.
Ces engins utilisent des carreaux à empennage de métal, appelés dondaines. Leur portée est de plus de 300 m. Une chronique allemande rapporte qu'une arbalète à tour transperça 3 hommes et un cheval avant de se ficher dans une porte à plus de 360 m.
Au siège de Termes en 1210, Simon de Montfort échappe de peu à une mort donnée par cet engin. Alors qu’il écoute la messe sous sa tente, un carreau lancé par les défenseurs du château transperce la tente et tue un sergent placé devant Montfort.